# Sant Galderic
Sant Galderic o Sant Galdric (Vilavella, actual Sant Galderic, Carcassonès, ca. 820 - Sant Martí del Canigó, Conflent, 900) fou un pagès. És venerat com a sant per l'Església catòlica.
Galderic era un camperol que, amb els seus dos germans, conreava les terres d'altri. Va defensar els drets dels pagesos, protegint-los dels abusos i maltractes dels senyors.

## Veneració
Va morir en olor de santedat i va ser enterrat al monestir de Sant Martí del Canigó. Se li atribuïren un seguit de miracles; l'any 990, va ser canonitzat al Concili de Narbona pel bisbe Raimon II de Tolosa.
La seva festivitat és el 16 d'octubre. És el sant patró del Rosselló, el Conflent i el Vallespir, de Perpinyà, de Sant Martí del Canigó i de Mirapeis; a més, és patró veritable dels pagesos catalans, fins a la seva substitució per Sant Isidre el Llaurador a partir del segle xvii. Avui, encara és venerat pels pagesos del Pirineu i la Catalunya Nord
Durant la campanya de 1654 de la Guerra dels Segadors que es va dur a terme al nord de Catalunya, les relíquies del sant van ser traslladades del Canigó a Barcelona, al monestir benedictí de Sant Pau del Camp; el 1665 van tornar a Sant Martí del Canigó on foren fins a 1781, quan el monestir es va secularitzar. Avui són a la Catedral de Perpinyà. El 16 de novembre de 2008 es van tornar una part de les relíquies de la catedral de Perpinyà (tres ossos i uns pergamins i segells), portades en processó i a peu des de Sant Miquel el Vell. Anaven en una petita urna daurada i van ser dipositades al peu de la imatge del sant pel bisbe Marceau de Perpinyà.
A Fanjaus es guarda la relíquia d'un dit del sant, que en ocasions importants es porta fins a Saint-Gaudéric. Se'n conserva un document que és un fragment del sermó per a la festa de Sant Galderic, escrit per l'abat Oliba entre el 1018 i el 1046. A dalt del pergamí, en molt mal estat de conservació i avui guardat al Museu Episcopal de Vic (arxiu capitular, fragment XIII-6), a la dreta i a dalt del document podem veure la signatura d'Oliba.
A partir del 16 d'octubre de 2013 es pot venerar una relíquia de Sant Galderic, donada pel bisbat d'Elna-Perpinyà a l'església parroquial de l'antic monestir benedictí de Sant Pau de Camp de Barcelona, dins d'una urna obra del mestre artesà Joan Vallve i Benach.

## Llegendes

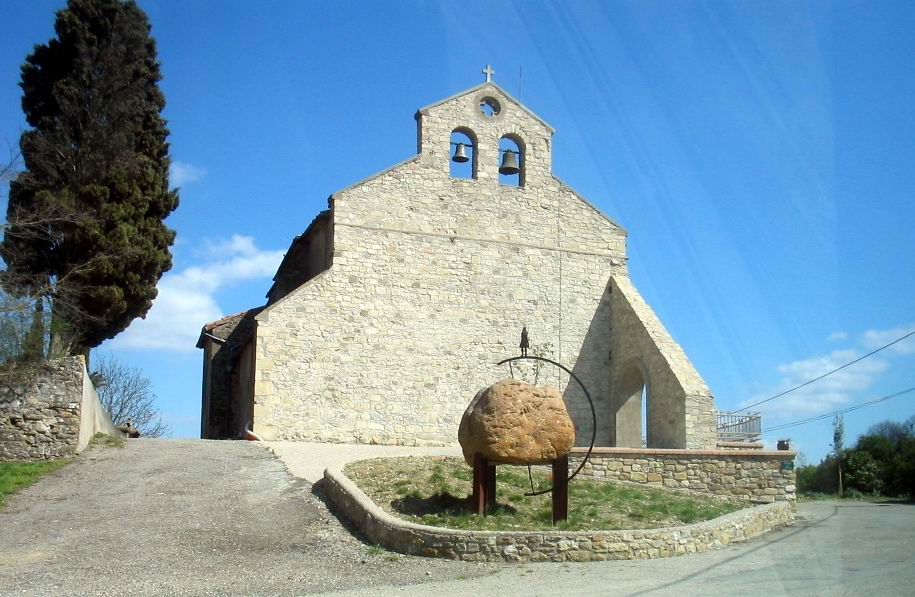
Església de Sant Galderic, amb l'om

Galderic era molt devot i pregava sovint.
Una altra llegenda, narrada per Joan Amades, ens diu que Sant Galderic era el suplent de Sant Pere a la porta del cel. Una vegada Sant Pere va demanar a Nostre Senyor que li donés set dies de festa per a poder venir a passar una setmana a Barcelona; Déu li va concedir permís i Sant Galderic va fer-se càrrec de la porteria. A Sant Pere li va agradar tant el que va veure a Barcelona, que va decidir quedar-s'hi una setmana més. Passada una setmana, però, Nostre Senyor va anar a la porta del cel per saber com havia anat l'estada a Barcelona, i en veure que no havia tornat, digué a Sant Galderic que no el deixés entrar, ja que havien tocat l'Àngelus i, passada aquella hora, les portes del cel no s'obrien a ningú. Mentre Sant Galderic tenia cura de la porta del cel, els negocis de la pagesia occitana i catalana anaven molt malament: moltes fonts s'havien estroncat, alguns rius s'havien eixugat, les pedregades havien fet malbé les collites de fruita i altres productes del camp, etc. Quan va arribar Sant Pere, Galderic va tornar a la seva feina i va arreglar els mals que afectaven aquelles terres.

## Grafia
Segons Joan Peytaví la grafia Galdric, en català es un error ortogràfic, ja que es tracta d'una vocal pretònica que es pot ometre en la seva forma oral, però no en la forma escrita. De la mateixa manera que podem dir "Tresa" però hem d'escriure "Teresa", i altres molts exemples. Tot i això, la forma Galdric és gairebé l'única que es troba a Catalunya Nord.

## Iconografia

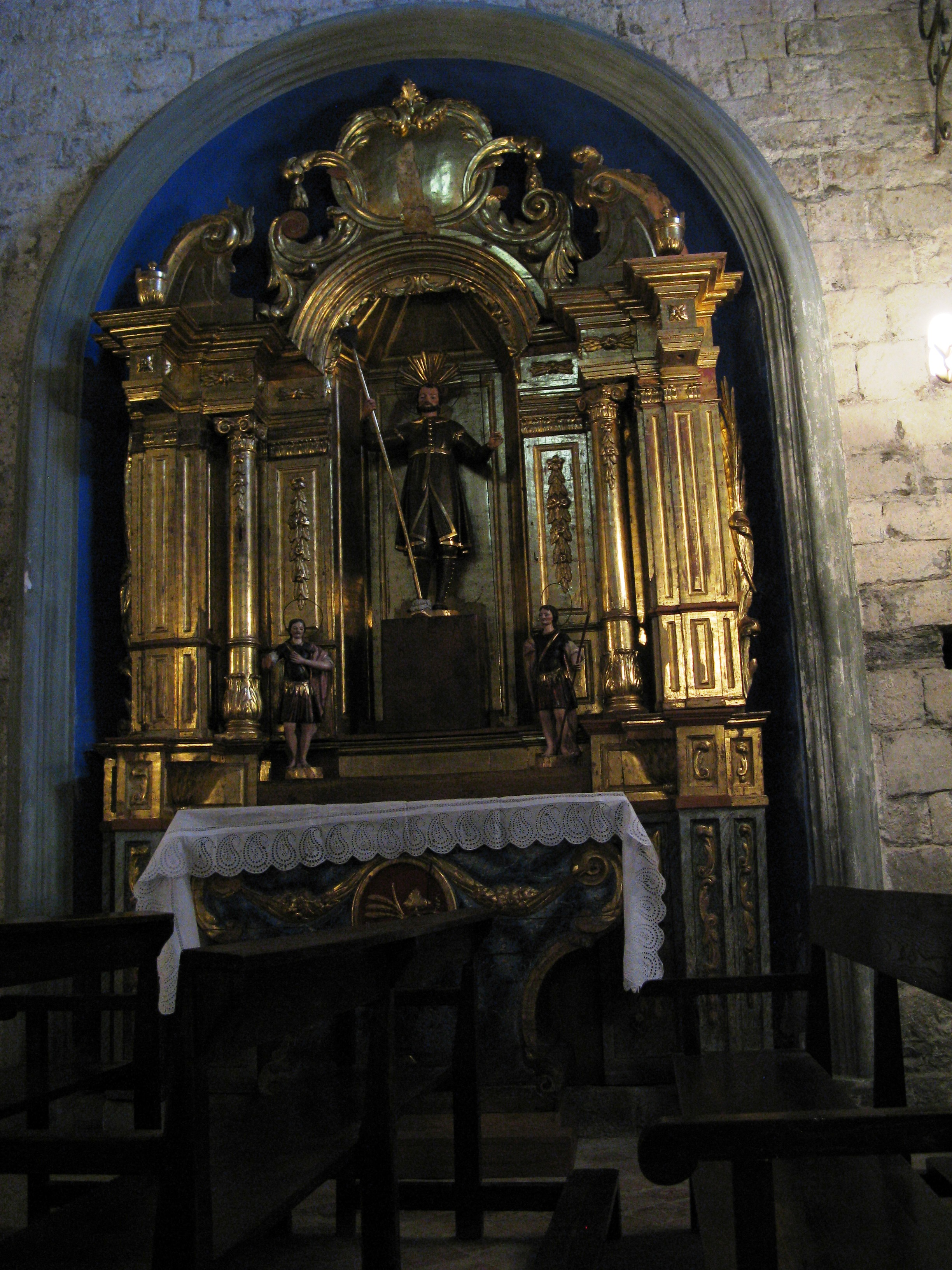
Retaule a l'Església de Sant Cristòfol de Beget, s. XVIII

Els seus atributs són: en una mà unes espigues de blat i a l'altra una agullada, rarament substituïda per una forca.
Si bé algunes vegades, poques, es representa Sant Galderic vestit amb l'hàbit benedictí, sobretot en alguna pintura o estampa rossellonesa antiga, són més abundants les imatges dels segles xvi i xvii on se'l veu abillat amb una casaca tancada pel mig, amb botons fins al coll i cenyit amb un cinturó, generalment amb sivella. Les calces fins a sota els genolls, lleugerament bombades, acaben dins d'unes polaines ajustades a les cames, també molt sovint botonades de dalt a baix per darrere.
Podem dir amb seguretat que el seu atribut principal, i que el distingeix dels altres sants pagesos és l'agullada. L'agullada és un pal llarg amb una petita pala plana a l'extrem, que serveix tant per netejar l'arada com per empènyer els bous. És una eina llarga, més llarga que l'alçada d'un home, que actualment ha caigut en desús a la causa de la mecanització del camp. En alguns indrets, l'agullada també porta un ganxo a l'altre extrem que serveix per enganxar les potes de les ovelles que s'esgarrien del ramat.

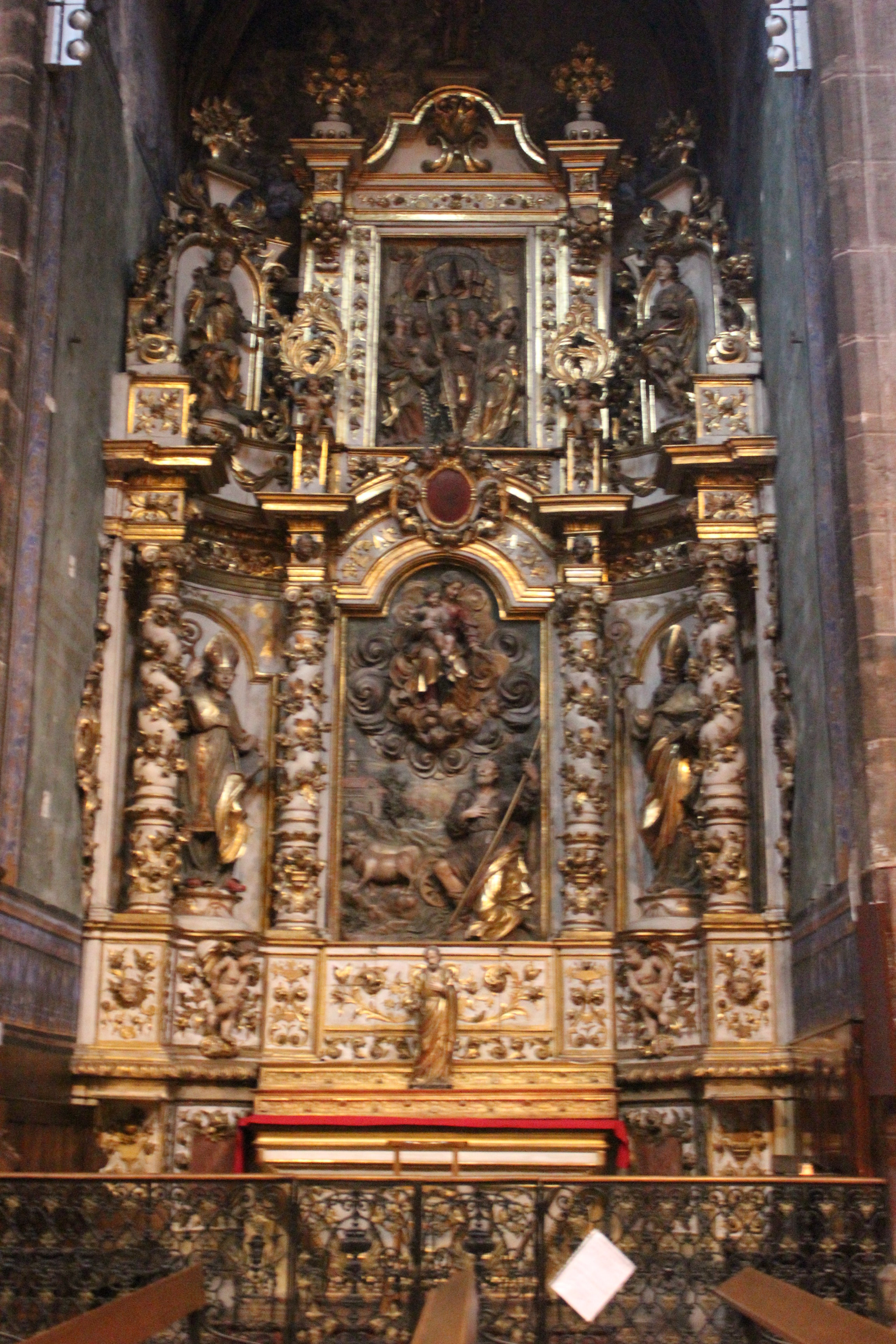
Retaule de Sant Galderic a Sant Pere de Prada

Alguns, equivocadament, hi posen un parell de bous llaurant, la qual cosa és una característica de Sant Isidre, patró de la pagesia castellana. Després que el vaticà autoritzés els reis a nomenar bisbes, van enviar a Catalunya bisbes castellans que no coneixien les tradicions i costums religioses de Catalunya i van anar imposant les de Castella. En alguns llocs parroquials d'economia minsa van canviar les espigues per una rella de llaurar per transformar la imatge de Sant Galderic en Sant Isidre. Hi algunes imatges on es pot observar el nom de Sant Isidre afegit al damunt del de Sant Galderic.

### Obres
- Retaule dedicat a Sant Galderic a la catedral de Perpinyà, obra de Lluís Generes (1685-87)
- Retaule de Sant Galderic a l'Església de Sant Cristòfol de Beget, s. XVIII
- Sant Galderic agenollat davant la Mare de Déu. Pintura del segle xvii a l'església de Santa Maria de Cornellà de Conflent.
- Clau de volta i retaule de la capella de Sant Galderic a l'església de Sant Pere de Prada. 1714.
- Retaule de Sant Galderic a l'església parroquial de Santa Eulàlia de Marqueixanes. 1742-1745[5]
- Imatge de Sant Galderic a l'església parroquial de Mosset[6]
- Retaule de Sant Isidre i Sant Galderic a l'església de Santa Fe de Valldeperes[7]
- Imatge de Sant Galderic a Sant Pau del Camp (Barcelona)

## Fira de Sant Galderic
La fira de Sant Galderic, impulsada per l'Associació Sant Galderic des de 1994, que es realitza a la plaça del Doctor Guardiet de Rubí i els carrers del centre històric, inclou parades d'artistes i d'alimentació, i al mateix temps es realitzen cursos de tast de vins, xerrades, exposicions, una trobada de col·leccionistes, i el concurs de pintura ràpida organitzat per l'escola d'art i disseny de Rubí.